# Группа вулканов Урана
Группа вулканов Урана (лат. и англ. Uranius group of volcanoes) — группа из 3 потухших вулканов на Марсе, расположенных в области Фарсида. Координаты центра — 25° с. ш. 267° в. д. / 25° с. ш. 267° в. д. Все три вулкана сформировались на базальтовом щите. Вулканы группы Урана были активны в течение короткого периода времени (10 000—100 000 лет) и являются старше основных вулканов на провинции Фарсида.
На провинции Фарсида сконцентрировано большое количество потухших вулканов. Например потухший вулкан Олимп, высота которого составляет примерно 26,2 км[уточнить], является самой большой горой из известных в Солнечной системе.
| Название         | Диаметр   | Высота | Координаты                                              |
| ---------------- | --------- | ------ | ------------------------------------------------------- |
| Гора Урана       | 265,17 км | 6500 м | 26°54′ с. ш. 267°51′ в. д. / 26,90° с. ш. 267,85° в. д. |
| Керавнский купол | 130 км    | 8250 м | 24°15′ с. ш. 262°45′ в. д. / 24,25° с. ш. 262,75° в. д. |
| Купол Урана      | 61,4 км   | 4500 м | 26°06′ с. ш. 262°18′ в. д. / 26,1° с. ш. 262,3° в. д.   |

## Галерея

Карта провинции Фарсида, группа вулканов Урана находится в правом верхнем углу
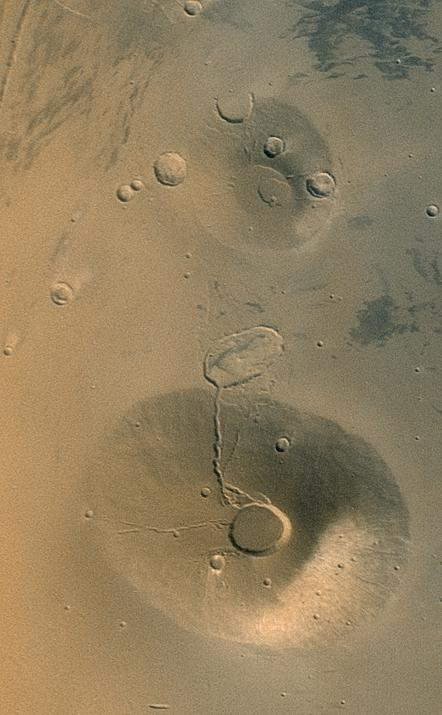
Купол Урана (верхний) и Керавнский купол (нижний), запечатлённые космическим аппаратом Mars Global Surveyor в марте 2002 года